# Journée internationale pour les personnes âgées
La Journée internationale pour les personnes âgées est célébrée le 1er octobre de chaque année.
Le 14 décembre 1990, l'Assemblée générale des Nations unies a voté la création au 1er octobre de la journée internationale pour les personnes âgées tels qu'ils figurent dans la résolution 45/106. La fête a été célébrée pour la première fois le 1er octobre 1991.
La fête a été créée pour sensibiliser le public aux questions touchant les personnes âgées, tels que la sénescence et la maltraitance. C'est aussi une journée pour apprécier les contributions que les personnes âgées apportent à la société.
Cette fête est similaire à la Fête des grands-parents célébré aux États-Unis et au Canada depuis 1978 et en France depuis 1987, ainsi qu'au Japon : respect des personnes âgées.